# Károly Csapó
Dans le nom hongrois Csapó Károly, le nom de famille précède le prénom, mais cet article utilise l’ordre habituel en français Károly Csapó, où le prénom précède le nom.
Pour les articles homonymes, voir Csapó.
Károly Csapó (né le 23 février 1952 à Agyagosszergény en Hongrie) est un footballeur international hongrois, qui évoluait au poste de milieu de terrain, avant de devenir ensuite entraîneur.

## Biographie

### Carrière de joueur

#### Carrière en sélection
Avec l'équipe de Hongrie, il joue 19 matchs (pour un but inscrit) entre 1974 et 1986. 
Il joue son premier match le 4 décembre 1974 contre la Suisse et son dernier le 12 novembre 1986 contre la Grèce.
Il figure dans le groupe des sélectionnés lors des Coupes du monde de 1978 et de 1982. Lors du mondial 1978, il joue contre l'Argentine, l'Italie et la France. En revanche, il ne joue aucun match lors de l'édition 1982.

## Palmarès
FC Tatabánya
- Championnat de Hongrie :
  - Vice-champion : 1980-81 et 1987-88.